# Испания на зимних Паралимпийских играх 2014
Испания на зимних Паралимпийских играх 2014 года представлена 7-ю спортсменами в горнолыжном спорте.

## Медали
| Золото |                                                        |                                                                    |         |
| №      | Спортсмены                                             | Вид спорта (дисциплина)                                            | Дата    |
| 1      | Хон Сантакана Майстеги ведущий — Мигель Галиндо Гарсес | Горнолыжный спорт (мужчины, скоростной спуск, с нарушением зрения) | 8 марта |

## Состав и результаты

### Горнолыжный спорт
Мужчины
| Соревнование     | Класс               | Спортсмены                                                     | Скоростной спуск/ 1 спуск | Скоростной спуск/ 1 спуск | Слалом/ 2 спуск | Слалом/ 2 спуск | Всего   | Место |
| Соревнование     | Класс               | Спортсмены                                                     | Время                     | Место                     | Время           | Место           | Всего   | Место |
| ---------------- | ------------------- | -------------------------------------------------------------- | ------------------------- | ------------------------- | --------------- | --------------- | ------- | ----- |
| Скоростной спуск | С нарушением зрения | Хон Сантакана Майстеги ведущий — Мигель Галиндо Гарсес         | н/д                       | н/д                       | н/д             | н/д             | 1:21,76 | 1     |
| Скоростной спуск | С нарушением зрения | Габриэль Хуан Хорсе Йепес ведущий — Хосеп Арнау Феррер Вентура | н/д                       | н/д                       | н/д             | н/д             | 1:24,59 | 7     |